# 하스가타촌
하스가타촌(蓮潟村)은 니가타현 기타칸바라군에 설치되었던 촌이다. 현재의 세이로정에 해당한다.